# Diana Peñalver
Diana del Campo Peñalver (Sevilla, 23 de septiembre de 1965), conocida como Diana Peñalver, es una actriz española.

## Biografía
Forjada como actriz en el mundo del teatro, participó en montajes como el de Las galas del difunto, de Valle-Inclán, dirigida por Gerardo Malla en 1987.
En la gran pantalla había debutado en 1984 con la película El caso Almería (1984). Durante los años ochenta, trabajó a las órdenes de directores como Miguel Picazo (Extramuros, 1985), Vicente Aranda (Tiempo de silencio, 1986; El Lute: camina o revienta, 1987), Fernando Trueba (El año de las luces, 1986), Luis García Berlanga (Moros y cristianos, 1987) o Jaime Chávarri (Las cosas del querer, 1989).
Compaginó esa actividad cinematográfica con papeles de reparto en series de televisión como Turno de oficio (serie de televisión) (1986), Lorca, muerte de un poeta (1987),  Juncal (1989), El olivar de Atocha (1989) o El mundo de Juan Lobón (1989). Saltó sin embargo a la popularidad gracias a Fernando Colomo que le ofreció el papel de Charo, una joven andaluza residente en Madrid, donde comparte piso con Nuri (Carmen Conesa) en la serie de éxito Las chicas de hoy en día (1991-1992).
Un año después intervino en el filme de culto Braindead: Tu madre se ha comido a mi perro (1992), del neozelandés Peter Jackson y más tarde en la película Canción de cuna (1994), de José Luis Garci.
En 1999-2000 regresó a televisión para interpretar el personaje de Dori en la serie Mediterráneo, de Telecinco.
En los últimos años, ha centrado su actividad en el teatro, medio en el que ya había empezado a destacar desde 1993, con la obra Dígaselo con Valium, de José Luis Alonso de Santos. Más recientemente intervino en El apagón  (1997), de Peter Shaffer y Cuando era pequeña (2006), en la que compartió escenario con Isabel Ordaz y Rosa Mariscal. 
Además, participó en la última temporada de El comisario (2008), como recepcionista en la comisaría de San Fernando.
Es hija de Santiago del Campo, autor del mosaico que preside la fachada principal del estadio Ramón Sánchez-Pizjuán. 
Su, por el momento, última aparición televisiva fue en el primer capítulo de la serie Física o Química. Ganadora del Premio de la Unión de Actores (1991) a la Mejor Protagonista de TV por Las chicas de hoy en día, serie por la que, además fue nominada a los Fotogramas de Plata ese mismo año.
- Datos: Q5805174